# Ornithoptera croesus
Ornithoptera croesus is een vlinder uit de familie van de pages (Papilionidae). De wetenschappelijke naam van de soort is voor het eerst geldig gepubliceerd in 1859 door Alfred Russel Wallace.

## Kenmerken
De vleugels van deze vlinder hebben een glimmend goudkleurige glans. De spanwijdte van de vrouwtjes bedraagt ongeveer 20 cm, terwijl de mannetjes een spanwijdte hebben van slechts 15 cm.

## Verspreiding en leefgebied
Deze bedreigde vlindersoort is endemisch op enkele eilanden van de Molukken in laaglandbossen met moerassen en andere moeilijk toegankelijke biotopen.

## Bedreiging
Ondanks dat ze in moeilijk toegankelijke gebieden vertoeven, worden ze bedreigd door de kap van de zich daar bevindende, voor de mens kostbare bomen. Ook insecticiden ter bestrijding van muskieten hebben desastreuze gevolgen voor deze prachtige vlinder.